# مهرجان الإمارات لمسرح الطفل
مهرجان الإمارات لمسرح الأطفال هو مهرجان مسرحي محلي (محكّم) للفرق الأهلية يهتم بمسرح الطفل تنظمه جمعية المسرحيين بدولة الإمارات العربية المتحدة، يقام هذا المهرجان في دولة الإمارات في إمارة الشارقة، وتحدد اللجنة المنظمة موعد إقامة المهرجان على أن يكون خلال إجازة نصف السنة الدراسية من كل عام.
وجاء هذا المهرجان ليؤكد رغبة المسرحيين في دولة الإمارات في خلق حالة فنية متنوعة وموجهة لفئات المجتمع كافة، ونظرا لأهمية الفنون الموجهة للطفل وخطورتها، فإن تخصيص مهرجان مسرحي مستقل للطفل يعني اهتماما رسميا في حاجات الطفل الفكرية والمعرفية تتكامل وفقا لطروحات المستقبل وتحدياته بخطى واثقة وثابتة. إذ أن مسرح الطفل كان وما يزال وسيلة لا يمكن تجاهلها في بناء مخيلة الطفل والوصول إلى عقله ووجدانه ومداركه. فالطفل الذي يتلقى المبادئ الأولية للقراءة والحساب والعلوم الأخرى، والتي تُزرع في ذاكرته عبر مختلف المراحل الدراسية، بات من الضروري أن يتربى على حب المسرح وارتياده والمشاركة فيه والتفاعل معه، لنخلق منه إنسانا يشعر بأهمية المسرح، فيعمل على احترامه ومتابعة عروضه.
ويهدف المهرجان إلى الارتقاء بمسرح الطفل في دولة الإمارات، وتحفيز الفرق الأهلية لإنتاج أعمال مسرحية للطفل. وكذلك تعميق دور مسرح الطفل وتأسيس قاعدة جماهيرية لتأكيد أهمية دور المسرح في المجتمع. كما يهدف المهرجان إلى خلق جو من المتعة والسرور والاستفادة للأطفال، وغرس القيم الأخلاقية والعادات والتقاليد والروح الوطنية لمجتمع الإمارات في نفوس جمهور الطفل.
وتقوم جمعية المسرحيين بتشكيل لجان المهرجان من المسرحيين المحليين والمقيمين في الدولة ممن ترى فيهم الخبرة والمعرفة. ويتم اختيار العروض المشاركة في المهرجان عن طريق لجنة إشرافية، ويحق لكل فرقة المشاركة بعمل واحد فقط.
كما يمنح المهرجان عددا من الجوائز في يوم الختام وفي حفل بهيج، يتم توزيعها على الفائزين الذين اختارتهم لجنة التحكيم ليكونوا فرسان المهرجان ومتميزيه.

## جوائز المهرجان
مهرجان الإمارات لمسرح الطفل هو مهرجان لعروض الأطفال مصطحباً بجوائز عدة تحددها لجنة التحكيم المتشكلة من 5 أفراد. رئيس اللجنة و4 أعضاء. وأيضاً يتم تشكيل سنوياً منذ عام 2009 (الدورة الرابعة) لجنة تحكيم تتكون من الأطفال يختارون من مراكز الطفل في الدولة. أما الجوائز هي كالتالي:
- جائزة أفضل عرض متكامل / تحددها لجنة التحكيم
- جائزة أفضل تأليف / تحددها لجنة التحكيم
- جائزة أفضل إخراج / تحددها لجنة التحكيم
- جائزة أفضل ممثل / تحددها لجنة التحكيم
- جائزة أفضل ممثلة / تحددها لجنة التحكيم
- جائزة أفضل ممثل / تحددها لجنة التحكيم
- جائزة أفضل ممثلة / تحددها لجنة التحكيم
- جائزة أفضل مناظر / تحددها لجنة التحكيم
- جائزة أفضل أزياء / تحددها لجنة التحكيم
- جائزة أفضل إضاءة / تحددها لجنة التحكيم
- جائزة أفضل موسيقى / تحددها لجنة التحكيم
- جائزة لجنة التحكيم الخاصة / تحددها لجنة التحكيم
- جائزة لجنة تحكيم الأطفال / تحددها لجنة تحكيم الصغار

أما بالنسبة للمشاركة فترسل الفرق المسرحية طلب المشاركة ويشكل المهرجان لجنة تحكيم لتقيم العروض إن كانت صالحة للعرض أم لا.

## الدورات السابقة

### الدورة الأولى (2005)

#### اللجنة العليا
1. عمر غباش
2. عبد الله صالح
3. علي خميس
4. قاسم محمد
5. إبراهيم سالم
6. أحمد بورحيمة
7. محمود أبو العباس
8. ريما الغصين

#### المكرمون
1. سعاد جواد
2. عبد الله الأستاذ

#### الفرق المشاركة
1. مسرح رأس الخيمة الوطني - مسرحية (بيت القطط)
2. مسرح دبي الشعبي - مسرحية (مملكة السلام)
3. مسرح دبا الفجيرة - مسرحية (لحن الوفاء)
4. مسرح خورفكان للفنون - مسرحية (الملك والقزم الشرير)
5. مسرح الفجيرة القومي - مسرحية (قطر الندى والحكيم)
6. المسرح الحديث بالشارقة - مسرحية (الصندوق العجيب)

#### لجنة التحكيم
1. د. حبيب غلوم
2. أ سيف الغانم
3. أ. محسن محمد
4. د. عز الدين الهلالي
5. د. نبيلة حسن
6. أ. حميد سمبيج

#### جوائز المهرجان
· جائزة أفضل عمل مسرحي... (حجبت)
· جائزة أفضل إخراج (خليفة التخلوفة)
· جائزة أفضل تأليف (سالم الحتاوي)
· جائزة أفضل ممثل - دور أول (جمال السميطي)
· جائزة أفضل ممثلة - دور أول (غريبة)
· جائزة أفضل ممثل - دور ثان (مروان عبد الله صالح)
· جائزة أفضل ممثلة - دور ثان (شيرين أسعد)
· جائزة أفضل ديكور (راشد اليماحي)
· جائزة أفضل إضاءة (محمد صالح)
· جائزة لجنة التحكيم الخاصة (مناصفة بين الفنانة فضة المحيربي والفنان إبراهيم القحومي)

### الدورة الثانية (2006)

#### اللجنة العليا
1- عمر غباش
2- سعيد سالم
3- خالد علي
4- علي خميس
5- محمد سعيد
6- راشد بن عبود
7- محمد العامري
8- إبراهيم سالم
9- أحمد بو رحيمة
10- محمود أبو العباس
11- ياسر القرقاوي
12- قاسم زيدان

#### المكرمون
- جمال مطر
- محسن محمد

#### الرعاة
1. وزارة الثقافة والشباب وتنمية المجتمع
2. تلفزيون الشارقة
3. مجلس دبي الثقافي
4. إذاعة ام القيوين إف إم
5. تلفزيون الآن

#### الفرق المشاركة
1. مراكز الأطفال والفتيات (أوبريت افتح يا).. عرض الافتتاح.
2. مسرح الفجيرة القومي - مسرحية (كلمة السر)
3. مسرح خورفكان - مسرحية (غربان في الجزيرة)
4. لمرح رأس الخيمة الوطني - مسرحية (جزيرة الطيبين)
5. مسرح دبي الأهلي - مسرحية (مملكة القرود)
6. المسرح الحديث بالشارقة - مسرحية (حديقتنا)
7. مسرح الشارقة الوطني - مسرحية (السور)
8. مسرح دبي الشعبي - مسرحية (لعبة كشخة)
9. مسرح العين - مسرحية (النخلة والثعلب)

#### لجنة التحكيم
1. د. حبيب غلوم
2. أ سيف الغانم
3. أ. محسن محمد
4. د. عز الدين الهلالي
5. د. نبيلة حسن
6. أ. حميد سمبيج

#### الجوائز
· جائزة أفضل عمل مسرحي... (مسرحية غربان في الجزيرة)
· جائزة أفضل إخراج (مرعي الحليان)
· جائزة أفضل تأليف (حُجبت)
· جائزة أفضل ممثل - دور أول (خالد علي ربيع)
· جائزة أفضل ممثلة - دور أول (إلهام محمد)
· جائزة أفضل ممثل - دور ثان (عبد الله سعيد بن حيدر)
· جائزة أفضل ممثلة - دور ثان – مناصفة بين الفنانة (نيفين) والفنانة (عذاري)
· جائزة أفضل ديكور (عامر سالمين)
· جائزة أفضل إضاءة (سالم العسيري)
· جائزة أفضل موسيقى ومؤثرات صوتية (عادل خزام)
· جائزة أفضل أزياء (عبد الكريم عوض)
· جائزة لجنة التحكيم الخاصة (مناصفة بين الفنان سيف الغانم والفنان جاسم الخراز)

### الدورة الثالثة (2007)

#### اللجنة العليا
1. الأستاذ/إسماعيل عبد الله
2. الدكتور/حبيب غلوم
3. الأستاذ/أحمد بورحيمة
4. الأستاذ/سيف الغانم
5. الأستاذ/راشد بن عبود
6. الأستاذ/عبد الله صالح
7. الأستاذ/ياسر القرقاوي

#### الرعاة
1. وزارة الثقافة والشباب وتنمية المجتمع
2. دائرة الثقافة والإعلام بالشارقة
3. مجلس دبي الثقافي
4. بلدية الشارقة
5. جمعية الشارقة التعاونية

#### المكرمون
الأستاذ/ سيف الغانم

#### الفرق المشاركة
1. المسرح الحديث - مسرحية (باب الأمل)
2. مسرح خورفكان – مسرحية (جيم اوفر)
3. مسرح رأس الخيمة الوطني - مسرحية (الثعلب الشرير)
4. مسرح الفجيرة القومي- مسرحية (قطط)
5. مسرح ليلى- مسرحية (مدينة السندباد)
6. مسرح بني ياس - مسرحية (شلهوب والحاسوب)
7. جمعية أبو ظبي للفنون الشعبية – مسرحية (الساحر مرجان)
8. جمعية شمل – مسرحية (غابة الوسواس)

#### لجنة التحكيم
1. د.نبيلة حسن (مصر)
2. أحلام حسن (الكويت)
3. محمد سعيد السلطي (الإمارات)
4. خليفة التخلوفة (الإمارات)
5. جمال مطر (الإمارات)

#### الجوائز
· جائزة أفضل عمل مسرحي... (حجبت هذه الجائزة)
· جائزة أفضل إخراج (مرعي الحليان)
· جائزة أفضل تأليف (عبد الله صالح)
· جائزة أفضل ممثل - دور أول (أنس أحمد خميس)
· جائزة أفضل ممثلة - دور أول (ريم عدنان)
· جائزة أفضل ممثل - دور ثان (محمد الظاهري)
· جائزة أفضل ممثلة - دور ثان – (نورة علي)
· جائزة أفضل مناظر مسرحية (عبد الله بن حيدر)
· جائزة أفضل إضاءة (سالم العسيري)
· جائزة أفضل موسيقى ومؤثرات صوتية (عبد الله صالح)
· جائزة أفضل أزياء (عبد الكريم سكر)
· جائزة لجنة التحكيم التقديرية (غابة الوسواس)

### الدورة الرابعة (2009)

#### اللجنة العليا
1. 1 إسماعيل عبد الله
2. د.حبيب غلوم
3. أحمد الجسمي
4. حسن رجب
5. راشد بن عبود
6. أحمد بورحيمة
7. ياسر القرقاوي
8. عبيد علي

#### المكرمون
1. الفنان عبد الرحمن العقل (الكويت)
2. الفنان حسن رجب (الإمارات)

#### الفرق المشاركة
1. مسرح الشارقة الوطني – مسرحية (القنديل الصغير)
2. جمعية كلباء للفنون – مسرحية (زهور والمنظرة المسحورة)
3. مسرح رأس الخيمة الوطني – مسرحية (كوكو يا ثعلوب)
4. مسرح الفجيرة القومي- مسرحية (حكاية عبود ودودو)
5. مسرح دبي الأهلي – (السرير السحري)
6. مسرح دبي الشعبي – مسرحية (ياسمين والمارد الشرير)
7. جمعية حتا للثقافة – مسرحية (جبل الريحان)
8. جمعية دبا الفجيرة للثقافة - (سلة الحلويات)
9. مسرح زايد للطفولة – مسرحية (أنقذوا نجمة)
10. جمعية شمل – مسرحية (العقد الضائع)
11. فرقة مراكز أطفال الشارقة – مسرحية (كتاب مستعمل)

#### الرعاة
1. وزارة الثقافة والشباب وتنمية المجتمع
2. دائرة الثقافة والإعلام بالشارقة
3. مؤسسة الإمارات
4. بلدية الشارقة
5. جمعية الشارقة التعاونية
6. تلفزيون الشارقة

#### لجنة التحكيم
1. أحمد الأنصاري (الإمارات)
2. إبراهيم سالم (الإمارات)
3. سماح (الكويت)
4. عدنان سلوم (سوريا)
5. عبد الله راشد (الإمارات)

#### لجنة تحكيم الصغار (أول مرة)
- نوف أحمد علي
- دانه جلال عبد الله
- سهيل جاسم الجوهر
- عبد الرحمن يوسف بوبقيش

#### الجوائز
· جائزة أفضل عمل مسرحي متكامل (حكاية عبود ودودو)
· جائزة أفضل إخراج (مبارك ماشي)
· جائزة أفضل تأليف (عبد الله مسعود)
· جائزة أفضل ممثل - دور أول (أنس أحمد خميس)
· جائزة أفضل ممثلة - دور أول (بدور)
· جائزة أفضل ممثل - دور ثان (ناجي جمعة)
· جائزة أفضل ممثلة - دور ثان – (نورة علي)
· جائزة أفضل مناظر مسرحية (مبارك ماشي)
· جائزة أفضل إضاءة (آدم علي)
· جائزة أفضل موسيقى ومؤثرات صوتية (مسرحية ياسمين والمارد الشرير)
· جائزة أفضل أزياء (موزة محكوم)
· جائزة أفضل ماكياج (ناجي الدهماني)
· جائزة لجنة التحكيم الخاصة (كتاب مستعمل)
· جائزة لجنة تحكيم الأطفال (حكاية عبود ودودو)

### الدورة الخامسة (يناير_2010)

#### اللجنة العليا
1. إسماعيل عبد الله
2. د.حبيب غلوم
3. حسن رجب
4. راشد بن عبود
5. أحمد بورحيمة
6. علي طالب

#### المكرمون
1. الفنانة هدى حسين (الكويت)
2. الكاتب سالم الحتاوي (الإمارات)

#### الرعاة
1. وزارة الثقافة والشباب وتنمية المجتمع
2. دائرة الثقافة والإعلام بالشارقة
3. دائرة الثقافة والإعلام بعجمان
4. مؤسسة الإمارات
4. بلدية الشارقة
6. تلفزيون الشارقة
7. مجموعة مسارح الشارقة
8. هيئة الإنماء التجاري والسياحي بالشارقة
9. جمعية الشارقة التعاونية

#### الفرق المشاركة
1. مسرح الشارقة الوطني – مسرحية (نمول الشجاع)
2. المسرح الحديث بالشارقة - مسرحية (شكراً بابا)
3. مسرح رأس الخيمة الوطني – مسرحية (جنون الأشباح)
4. مسرح دبي الأهلي – (أنا وسندريلا)
5. مسرح عجمان الوطني - مسرحية (سعدون وأبطال الكرتون)
6. مسرح بني ياس - مسرحية (مملكة النحل)
7. مسرح زايد للطفولة – مسرحية (المهرج والدمى)
8. فرقة مراكز أطفال الشارقة – مسرحية (قطرة مطر)

#### لجنة التحكيم
1. هدى حسين (الكويت) رئيسا للجنة التحكيم
2. حسن رجب (الإمارات) عضواً
3. محمد عبد الله آل علي (الإمارات) عضواً
4. محمد العامري (الإمارات) عضواً
5. محمد سيد أحمد (السودان) عضواً

#### لجنة تحكيم الصغار
- ندى سلطان بو شبص
- سارة فرج
- فيصل سالم
- عمر أحمد محمد

#### الجوائز
· جائزة أفضل عمل مسرحي متكامل.... المسرح الحديث بالشارقة... (شكراً بابا)
· جائزة أفضل إخراج..... مرعي الحليان... (شكرا بابا)
· جائزة أفضل تأليف........ محمود أبوالعباس... (قطرة مطر)
· جائزة أفضل ممثل - دور أول.... محمد الظاهري.. (مملكة النحل)
· جائزة أفضل ممثلة - دور أول... مناصفة بين
· الفنانة بدور... (أنا وسندريلا) والفنانة ريم عدنان (قطرة مطر)
· جائزة أفضل ممثل - دور ثان..... نواف المطروشي (شكرا بابا)
· جائزة أفضل ممثلة - دور ثان..... الفنانة أشواق.. (أنا وسندريلا)
· جائزة أفضل مناظر مسرحية.... عبد الله بن حيدر... (مملكة النحل)
· جائزة أفضل إضاءة.... محمد جمال.... (جنون الأشباح)
· جائزة أفضل موسيقى.... عبد العزيز المازم (نمّول الشجاع)
· جائزة أفضل أزياء........ سفتلانا معالي.... (قطرة مطر)
· جائزة أفضل ماكياج.... حامد سيف... (سعدون وأبطال الكرتون)
· جائزة لجنة التحكيم الخاصة..... عبد الله أبوعابد... (شكرا بابا)
· جائزة لجنة تحكيم الأطفال..... (مملكة النحل)
· جائزة الجمهور... أنا وسندريلا.. (مسرح دبي الأهلي)

### الدورة السادسة (ديسمبر 2010)

#### اللجنة العليا
1) الأستاذ/إسماعيل عبد الله رئيس المهرجان
2) الدكتور/حبيب غلوم مدير المهرجان
3) الأستاذ/أحمد الجسمي عضواً
4) الأستاذ/حسن رجب عضواً
5) الأستاذ/جمال سالم عضواً
6) الأستاذ/محمد العامري عضواً
7) الأستاذ/راشد بن عبود عضواً
8) الأستاذ/أحمد بو رحيمة عضواً
9) الأستاذ/علي طالب عضواً
10) الأستاذ/ياسر القرقاوي عضواً

#### المكرمون
الفنان منصور المنصور (الكويت)
الفنان عبد الله بو عابد (الإمارات)

#### الرعاة
1. وزارة الثقافة والشباب وتنمية المجتمع
2. دائرة الثقافة والإعلام بالشارقة
3. مؤسسة الإمارات للنفع الاجتماعي
4. مجموعة مشاريع قرقاش
5. بلدية الشارقة
6. تلفزيون الشارقة
7. مجموعة مسارح الشارقة

#### الفرق المشاركة
1. مسرح الشارقة الوطني – مسرحية (مدينة العسل)
2. المسرح الحديث بالشارقة - مسرحية (الحواس الخمس)
3. جمعية دبا للثقافة والفنون مسرحية (الفلاح الطيب)
4. مسرح دبي الأهلي – مسرحية (أبطال المدينة)
5. مسرح أبو ظبي - مسرحية (هيا نلعب)
6. مسرح زايد للطفولة – مسرحية (برودكاست من المريخ)
7. جمعية شمل للفنون الشعبية والمسرح (جميلة)
8. مسرح دبي الشعبي – مسرحية (جسوم ألون)
9. جمعية حتا للثقافة والفنون والتراث – مسرحية (الأمير مشغول)

#### لجنة التحكيم
1. الأستاذ/منصور المنصور (الكويت) رئيس اللجنة
2. الأستاذ/محمود أبوالعباس (العراق) عضواً
3. الأستاذ/جمال سالم (الإمارات) عضواً
4. الأستاذ/ أحمد بورحيمة (الإمارات) عضواً
5. الأستاذ/ياسر سيف (البحرين) عضواً

#### الجوائز
· جائزة أفضل عرض متكامل... حجبت
· جائزة أفضل تأليف........ حجبت
· جائزة أفضل إخراج..... سمير الخوالدة... (الفلاح الطيب)
· جائزة أفضل ممثل - دور أول.... حميد سمبيج.. (مدينة العسل)
· جائزة أفضل ممثلة - دور أول... الفنانة زينب عبد الله (الأمير مشغول)
· جائزة أفضل ممثل - دور ثان..... خالد الحمادي (جسوم الون)
· جائزة أفضل ممثلة - دور ثان..... الفنانة علياء المناعي.. (الحواس الخمس)
· جائزة أفضل مناظر مسرحية.. الفنان مبارك ماشي (برودكاست من المريخ)
· جائزة أفضل أزياء.... عبد الكريم عوض... (الحواس الخمس)
· جائزة أفضل إضاءة.... عبد الله مسعود.... (الفلاح الطيب)
· جائزة أفضل موسيقى.... عبد الله صالح (الحواس الخمس) وماجد الحلو (الفلاح الطيب)
· جائزة أفضل ماكياج.... جعفر غلوم... (مدينة العسل)
· جائزة لجنة التحكيم الخاصة..... مريم سلطان... (مدينة العسل)
· جائزة لجنة تحكيم الأطفال..... (جسوم ألون)

### الدورة السابعة

#### اللجنة العليا
1) الأستاذ/إسماعيل عبد الله رئيس المهرجان
2) الدكتور/حبيب غلوم مدير المهرجان
3) الأستاذ/أحمد الجسمي عضواً
4) الأستاذ/ناجي الحاي عضواً
5) الأستاذ/جمال سالم عضواً
6) الأستاذ/راشد بن عبود عضواً
7) الأستاذ/ياسر القرقاوي عضواً
8) الأستاذ/أحمد بو رحيمة عضواً
9) الأستاذ/علي طالب عضواً

#### الرعاة
1. وزارة الثقافة والشباب وتنمية المجتمع
2. دائرة الثقافة والإعلام بالشارقة
3. مؤسسة الإمارات للنفع الاجتماعي
5. بلدية الشارقة
6. تلفزيون الشارقة
7. مجموعة مسارح الشارقة
8. جمعية الشارقة التعاونية

#### الفرق المشاركة
1. جمعية حتا للثقافة والفنون والتراث – مسرحية (درس خصوصي)
2. مسرح رأس الخيمة الوطني – مسرحية (شكرا ماما)
3. جمعية دبا للثقافة والفنون مسرحية (رحلة المعرفة)
4. مسرح أم الفيوين الوطني – مسرحية (آي باد)
5. مسرح بني ياس – مسرحية (سبيس زون)
6. المسرح العربي – مسرحية (مارو)

#### لجان التحكيم
لجنة تحكيم المهرجان:
1. الأستاذ/ناجي الحاي رئيس اللجنة
2. الأستاذ/داوود حسين عضواً
3. الأستاذ/عبد الإله عبد القادر عضواً
4. الأستاذ/أحمد الأنصاري عضواً
5. الأستاذة/ باسمة يونس عضواً
```
لجنة تحكيم الأطفال:
```

1. ميثاء علي يوسف
2. هند عبد الله
3. عبد الرحمن جمعة

#### لجنة تحكيم اختيار العروض
لجنة اختيار العروض المشاركة في المهرجان:
1. إبراهيم سالم
2. محمد العامري
3. محمد سعيد السلطي
4. عدنان سلوم

#### المكرمون
الفنان داؤد حسين (الكويت)
الفنان محمد سعيد السلطي (الإمارات)

#### الجوائز
```
جائزة أفضل عرض متكامل - مسرحية (رحلة المعرفة)
```

· جائزة أفضل تأليف - جاسم الخراز – مسرحية (آي باد)
· جائزة أفضل إخراج - سمير الخوالدة - مسرحية (رحلة المعرفة)
· جائزة أفضل ممثل دور أول – ماجد الصوري - مسرحية (شكرا ماما)
· جائزة أفضل ممثلة دور أول - أصالة – مسرحية (شكرا ماما)
· جائزة أفضل ممثل دور ثان – حسين سعيد سالم – مسرحية (آي باد)
· جائزة أفضل ممثلة دور ثان – حنان البلوشي - مسرحية (رحلة المعرفة)
· جائزة أفضل مناظر مسرحية - عبد الله بن حيدر – مسرحية (سبيس زون)
· جائزة أفضل أزياء- عبد الله بن حيدر – مسرحية (سبيس زون)
· جائزة أفضل إضاءة.... محمد المراشدة – مسرحية (رحلة المعرفة)
· جائزة أفضل موسيقى – حميد الرمسي – مسرحية (آي باد)
· جائزة لجنة التحكيم الخاصة: محمد عبد الله راشد (رحلة المعرفة) – سعيد عبد الله بن لندن (درس خصوصي) – عذراء (درس خصوصي)
· جائزة لجنة تحكيم الأطفال – مسرحية (آي باد)

### الدورة الثامنة

#### اللجنة العليا
1) الأستاذ/إسماعيل عبد الله رئيس المهرجان
2) الدكتور/حبيب غلوم مدير المهرجان
3) الأستاذ/أحمد الجسمي عضواً
4) الأستاذ/ناجي الحاي عضواً
5) الأستاذ/جمال سالم عضواً
6) الأستاذ/راشد بن عبود عضواً
7) الأستاذ/ياسر القرقاوي عضواً
8) الأستاذ/أحمد بو رحيمة عضواً
9) الأستاذ/علي طالب عضواً

#### الرعاة
1. وزارة الثقافة والشباب وتنمية المجتمع
2. دائرة الثقافة والإعلام بالشارقة
3. مؤسسة الإمارات للنفع الاجتماعي
5. بلدية الشارقة
6. تلفزيون الشارقة
7. مجموعة مسارح الشارقة
8. جمعية الشارقة التعاونية

#### الفرق المشاركة
1. مسرح زايد للطفولة - مسرحية (جزيرة المشاعر)
2. مسرح رأس الخيمة الوطني – مسرحية (بستان المحبة)
3. جمعية دبا للثقافة والفنون مسرحية ([أنا وحدي | أنا وحدي (مسرحية)])
4. مسرح الشارقة الوطني – مسرحية (مريوم والسنافر)
5. مسرح دبي الشعبي – مسرحية (أحلام نجمة)
6. مسرح دبي الأهلي – مسرحية (النجم الأزرق)

#### لجان التحكيم
لجنة تحكيم المهرجان:
1. الأستاذ/أحمد الجسمي.. رئيس اللجنة
2. الأستاذ/محمد ياسين.. عضواً
3. الأستاذة/سميرة أحمد.. عضواً
4. الأستاذ/محمد سعيد السلطي.. عضواً
5. الأستاذة/ أمل عرفة.. عضواً
```
لجنة تحكيم الأطفال:
```

1. ميثاء علي يوسف
2. هند عبد الله
3. عبد الرحمن جمعة

#### لجنة تحكيم اختيار العروض
لجنة اختيار العروض المشاركة في المهرجان:
1. غنام غنام
2. محمد العامري
3. أحمد الأنصاري

#### المكرمون
الفنان محمد ياسين (البحرين)
الفنان مرعي الحليان (الإمارات)

#### الجوائز
```
جائزة أفضل عرض متكامل - مسرحية (مريوم والسنافر)
```

· جائزة أفضل تأليف - فيصل الدرمكي – مسرحية (جزيرة المشاعر)
· جائزة أفضل إخراج - حسن رجب - مسرحية (مريوم والسنافر)
· جائزة أفضل ممثل دور أول – محمد عبد الله راشد - مسرحية (أنا وحدي)
· جائزة أفضل ممثلة دور أول - نفين ماضي – مسرحية (بستان المحبة)
· جائزة أفضل ممثل دور ثان – مناصفة بين «ذيب داؤود» و«مبارك خميس» – مسرحية (مريوم والسنافر) و (بستان المحبة)
· جائزة أفضل ممثلة دور ثان – شمسة - مسرحية (مريوم والسنافر)
· جائزة أفضل مناظر مسرحية - عبد الله بن حيدر – مسرحية (سبيس زون)
· جائزة أفضل أزياء- عبد الله بن حيدر – مسرحية (سبيس زون)
· جائزة أفضل إضاءة.... محمد المراشدة – مسرحية (رحلة المعرفة)
· جائزة أفضل موسيقى – حميد الرمسي – مسرحية (آي باد)
· جائزة لجنة التحكيم الخاصة: محمد عبد الله راشد (رحلة المعرفة) – سعيد عبد الله بن لندن (درس خصوصي) – عذراء (درس خصوصي)
· جائزة لجنة تحكيم الأطفال – مسرحية (آي باد)